# 灰嘴潜鸭
灰嘴潜鸭（学名：Netta erythrophthalma），是雁形目鸭科的一种鸟类。

## 特征
灰嘴潜鸭体重约780.38克，翼长约208毫米，嘴峰长约45毫米，喙宽度约19.5毫米，喙厚度约13.5毫米，跗蹠长约33.6毫米，尾长约52.4毫米。灰嘴潜鸭是部分迁徙的鸟类，其栖息在开放的湖泊、沼泽等湿地环境中，食性为草食性，主要食物来源是水生植物。

## 亚种
- ：分布于南美洲北部。
- ：分布于苏丹和埃塞俄比亚至南非。[4]